# Termes (Aude)
Termes è un comune francese di 53 abitanti situato nel dipartimento dell'Aude nella regione dell'Occitania. Vi si trova il castello di Termes del secolo XII, fortezza catara e poi francese, abbandonata alla fine del XVII secolo.

## Società

### Evoluzione demografica
Abitanti censiti